# Campeonato Mundial de Superbikes

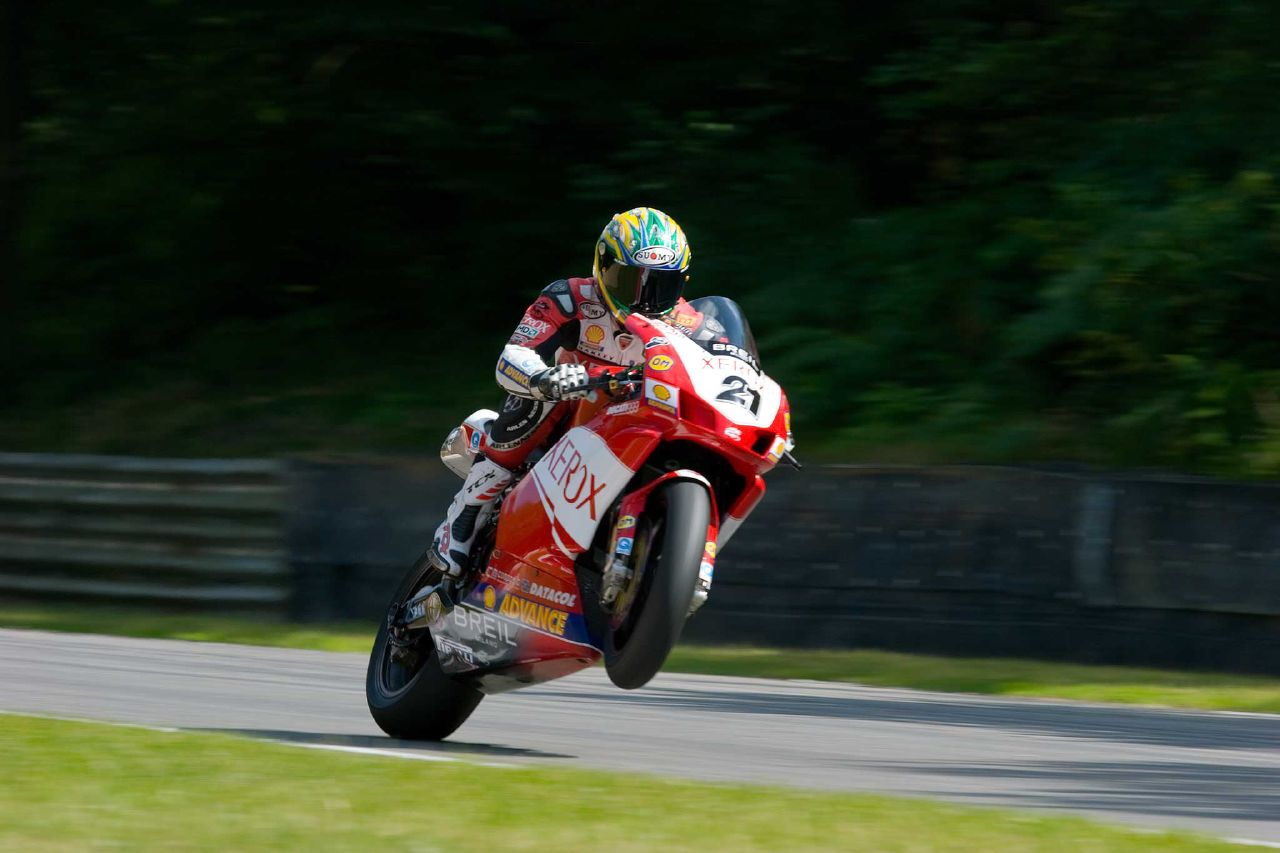
Troy Bayliss realizando un caballito (2007)

El Campeonato Mundial de Superbikes (abreviado SBK o WorldSBK, del inglés Superbike World Championship) es un campeonato mundial de motociclismo de velocidad organizado por la FIM, fundado en el año 1988. A diferencia de MotoGP, las motocicletas son superbikes, por lo que deben ser derivadas de las de serie y se exige un mínimo de unidades fabricadas. El campeonato mundial está formado por una serie de eventos en circuitos permanentes. Cada evento consiste en dos carreras largas y desde 2019 una corta adicional de diez vueltas, conocida como superpole.
El tipo de motocicletas que participan en este campeonato son de cuatro tiempos y distintas cilindradas, dependiendo del número de cilindros. Así, las tetracilíndricas no superan los 1000 cc (Suzuki GSX-R 1000, Kawasaki ZX10-R, etc.), las tricilíndricas los 900 cc y las bicilíndricas los 1200 cc (Ducati 1199).
A partir de 2005 se introdujo un neumático único de la marca Pirelli, y se le permitió a las tetracilíndricas competir sin restrictores, con lo que la categoría evidenció una gran igualdad técnica. Las marcas que compiten en el campeonato son: Aprilia, BMW, Ducati, Honda, Kawasaki, Yamaha.

## Pilotos
Pilotos de todo el mundo compiten en el Campeonato Mundial de Superbikes. El campeonato es seguido más estrechamente desde Italia, debido a Ducati, y el Reino Unido, donde las carreras de superbike han sido la forma más popular de carreras de motocicleta. Los campeonatos nacionales de superbike se realizan en varios países, incluso en Estados Unidos, Reino Unido y Japón. Los pilotos de Australia y Estados Unidos han tenido tradicionalmente éxito en este campeonato del mundo. Ningún piloto americano compitió en el campeonato entre 2003 y 2007, después de que Colin Edwards consiguiera el campeonato de 2002, hasta que Ben Spies lo logrará nuevamente ganando el campeonato en 2009.
El piloto norirlandés Jonathan Rea tiene el registro de ser el piloto más exitoso en la historia del campeonato, ganó el título seis veces y acumula un total de 118 triunfos.
Muchos pilotos exitosos en el superbikes han saltado a MotoGP, como el campeón de 2002 Colin Edwards, el campeón de 2007 James Toseland y el subcampeón de 2005 Chris Vermeulen. El campeonato ha visto llegar a varios expilotos de 500cc. y MotoGP, por lo general después de no poder conseguir monturas competitivas en su competición. El campeonato de 2008 incluyó a cinco exganadores de MotoGP: Max Biaggi, Carlos Checa y Makoto Tamada, todos corrieron exclusivamente en 500cc / MotoGP antes de unirse al Campeonato Mundial de Superbikes, mientras Troy Bayliss, Noriyuki Haga y Régis Laconi alternaron entre ambos.

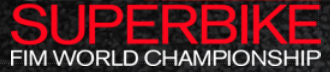
Logo del campeonato hasta 2021

Excepto el francés Raymond Roche, que ganó el campeonato en 1990, todos los campeones de superbikes han sido angloparlantes, hasta que Max Biaggi ganara el campeonato en 2010 y 2012, junto al campeón de 2011, Carlos Checa y de 2014, Sylvain Guintoli, que se convirtió en el segundo francés en conquistar el título. Los pilotos italianos Davide Tardozzi y Marco Lucchinelli ganaron las dos primeras carreras de la serie, y el francés Adrien Morillas también fue victorioso en 1988. Alemania tuvo que esperar hasta que Max Neukirchner lo consiguiera en 2008, aunque el austríaco Andreas Meklau fuera la primera persona de habla alemana en ganar una carrera en 1993. El primer ganador español en esta carrera fue Rubén Xaus, en 2001.

## Motos
Las motocicletas de superbike son derivadas de modelos de producción estándar. Sin embargo, en el pasado los fabricantes aprovecharon vacíos legales para crear unidades especiales homologadas, motocicletas con bajos números de producción hechas especialmente para carreras.
Actuales constructores de motos de superbike
- Yamaha: FZR750, YZF750, YZF-R7, YZF-R1
- BMW Motorrad: S1000RR, M1000RR
- Ducati: 851, 888, 916, 996, 998, 999, 1098, 1198, 1199 Panigale R, Ducati Panigale V4
- Honda: RC30, RC45, RC51, CBR1000RR, CBR1000RR-R
- Kawasaki: GPX750R, ZXR750, ZX-7RR, ZX-10R, ZX-10RR

Antiguos constructores de motos de superbike
- Aprilia: RSV Mille R, RSV 4 RF
- Benelli: Tornado Tre 900
- Bimota: Bimota YB4EI, Bimota SB8R, Bimota BB3
- EBR: EBR 1190RX
- MV Agusta: MV Agusta F4
- Petronas: FP1
- Suzuki: GSX-R750, GSX-R1000

## Cronograma de fin de semana
Desde el año de su estreno en 1988, y hasta 2018, el viernes se realizaban los entrenamientos libres, el sábado los entrenamientos clasificatorios y el domingo las dos carreras principales.
Desde 2019 se implementa la SuperPole race, también conocida como Carrera corta o Sprint race (carrera al sprint), debido a que su distancia se reduce a 10 vueltas, el reparto de puntos es menor y solo puntua hasta el noveno clasificado. Ahora hay entrenamientos libres el viernes y el sábado, la primera carrera larga se realiza el sábado, y la SuperPole race y la segunda carrera larga el domingo.
Carrera 1
Superpole
SuperPole Race
Carrera 2
Formato entre 1988 y 2018
- Viernes
  - 1.ª práctica libre (60 minutos) y 2.ª práctica libre (60 minutos)
- Sábado
  - 3.ª práctica libre (25 minutos)

Los tiempos de la 1.ª y 2.ª práctica libre se combinan y los 10 pilotos más rápidos clasifican a la Superpole 2. El resto debe participar en la Superpole 1.  Para clasificar para la carrera, los pilotos no deben registrar un tiempo de vuelta superior al 107 % del tiempo registrado por el piloto que consigue la pole.
- Superpole
  - Todas las sesiones son de 15 minutos cada una, con un intervalo de ocho minutos entre las mismas.
    - En la Superpole 1 participan los pilotos del 11.º puesto en adelante y los dos pilotos más rápidos clasifican a la Superpole 2.
    - En la Superpole 2 participan los 10 pilotos más rápidos de la tabla acumulada de tiempos más los dos pilotos clasificados de la Superpole 1.
- Domingo
  - Warm-up (15 minutos)
  - 1.ª Carrera
  - 2.ª Carrera

La distancia de carrera debe ser de un mínimo de 90 km a un máximo de 110 km.
Formato a partir de 2019
- Viernes
  - 1.ª práctica libre y 2.ª práctica libre
- Sábado
  - 3.ª práctica libre

Los tiempos de la 1.ª y 2.ª práctica libre se combinan y los 10 pilotos más rápidos clasifican a la Superpole 2. El resto debe participar en la Superpole 1.  Para clasificar para la carrera, los pilotos no deben registrar un tiempo de vuelta superior al 107 % del tiempo registrado por el piloto que consigue la pole.
- 1.ª Carrera
- Domingo
  - Warm-up (15 minutos)
  - Superpole Race
  - 2.ª Carrera

La distancia de carrera debe ser de un mínimo de 90 km a un máximo de 110 km.

## Sistema de puntuación
Sistema de puntuación desde 1988 hasta 2018:
| Posición      | 1.º | 2.º | 3.º | 4.º | 5.º | 6.º | 7.º | 8.º | 9.º | 10.º | 11.º | 12.º | 13.º | 14.º | 15.º |
| Carrera 1 y 2 | 25  | 20  | 16  | 13  | 11  | 10  | 9   | 8   | 7   | 6    | 5    | 4    | 3    | 2    | 1    |

Sistema de puntuación desde 2019 en adelante:
| Posición          | 1.º | 2.º | 3.º | 4.º | 5.º | 6.º | 7.º | 8.º | 9.º | 10.º | 11.º | 12.º | 13.º | 14.º | 15.º |
| Carrera 1 y 2     | 25  | 20  | 16  | 13  | 11  | 10  | 9   | 8   | 7   | 6    | 5    | 4    | 3    | 2    | 1    |
| Carrera Superpole | 12  | 9   | 7   | 6   | 5   | 4   | 3   | 2   | 1   |      |      |      |      |      |      |

## Palmarés
| Año     | Piloto / Marca      | Piloto / Marca | Constructor |
| ------- | ------------------- | -------------- | ----------- |
| 1988    | Fred Merkel         | Honda          | Honda       |
| 1989    | Fred Merkel         | Honda          | Honda       |
| 1990    | Raymond Roche       | Ducati         | Honda       |
| 1991    | Doug Polen          | Ducati         | Ducati      |
| 1992    | Doug Polen          | Ducati         | Ducati      |
| 1993    | Scott Russell       | Kawasaki       | Ducati      |
| 1994    | Carl Fogarty        | Ducati         | Ducati      |
| 1995    | Carl Fogarty        | Ducati         | Ducati      |
| 1996    | Troy Corser         | Ducati         | Ducati      |
| 1997    | John Kocinski       | Honda          | Honda       |
| 1998    | Carl Fogarty        | Ducati         | Ducati      |
| 1999    | Carl Fogarty        | Ducati         | Ducati      |
| 2000    | Colin Edwards       | Honda          | Ducati      |
| 2001    | Troy Bayliss        | Ducati         | Ducati      |
| 2002    | Colin Edwards       | Honda          | Ducati      |
| 2003    | Neil Hodgson        | Ducati         | Ducati      |
| 2004    | James Toseland      | Ducati         | Ducati      |
| 2005    | Troy Corser         | Suzuki         | Suzuki      |
| 2006    | Troy Bayliss        | Ducati         | Ducati      |
| 2007    | James Toseland      | Honda          | Yamaha      |
| 2008    | Troy Bayliss        | Ducati         | Ducati      |
| 2009    | Ben Spies           | Yamaha         | Ducati      |
| 2010    | Max Biaggi          | Aprilia        | Aprilia     |
| 2011    | Carlos Checa        | Ducati         | Ducati      |
| 2012    | Max Biaggi          | Aprilia        | Aprilia     |
| 2013    | Tom Sykes           | Kawasaki       | Aprilia     |
| 2014    | Sylvain Guintoli    | Aprilia        | Aprilia     |
| 2015    | Jonathan Rea        | Kawasaki       | Kawasaki    |
| 2016    | Jonathan Rea        | Kawasaki       | Kawasaki    |
| 2017    | Jonathan Rea        | Kawasaki       | Kawasaki    |
| 2018    | Jonathan Rea        | Kawasaki       | Kawasaki    |
| 2019    | Jonathan Rea        | Kawasaki       | Kawasaki    |
| 2020    | Jonathan Rea        | Kawasaki       | Kawasaki    |
| 2021    | Toprak Razgatlıoğlu | Yamaha         | Yamaha      |
| 2022    | Álvaro Bautista     | Ducati         | Ducati      |
| 2023    | Álvaro Bautista     | Ducati         | Ducati      |
| 2024    | Toprak Razgatlıoğlu | BMW            | Ducati      |
| Fuente: |                     |                |             |

### Campeonatos por piloto
| Piloto              | Títulos | Temporadas                         |
| ------------------- | ------- | ---------------------------------- |
| Jonathan Rea        | 6       | 2015, 2016, 2017, 2018, 2019, 2020 |
| Carl Fogarty        | 4       | 1994, 1995, 1998, 1999             |
| Troy Bayliss        | 3       | 2001, 2006, 2008                   |
| Fred Merkel         | 2       | 1988, 1989                         |
| Doug Polen          | 2       | 1991, 1992                         |
| Troy Corser         | 2       | 1996, 2005                         |
| Colin Edwards       | 2       | 2000, 2002                         |
| James Toseland      | 2       | 2004, 2007                         |
| Max Biaggi          | 2       | 2010, 2012                         |
| Álvaro Bautista     | 2       | 2022, 2023                         |
| Toprak Razgatlıoğlu | 2       | 2021, 2024                         |
| Raymond Roche       | 1       | 1990                               |
| Scott Russell       | 1       | 1993                               |
| John Kocinski       | 1       | 1997                               |
| Neil Hodgson        | 1       | 2003                               |
| Ben Spies           | 1       | 2009                               |
| Carlos Checa        | 1       | 2011                               |
| Tom Sykes           | 1       | 2013                               |
| Sylvain Guintoli    | 1       | 2014                               |
| Fuente:             |         |                                    |

### Campeonatos por constructor
| Constructor | Títulos | Temporadas |
| ----------- | ------- | --- |
| Ducati      | 20      | 1991, 1992, 1993, 1994, 1995, 1996, 1998, 1999, 2000, 2001, 2002, 2003, 2004, 2006, 2008, 2009, 2011, 2022, 2023, 2024 |
| Kawasaki    | 6       | 2015, 2016, 2017, 2018, 2019, 2020                                                                                     |
| Honda       | 4       | 1988, 1989, 1990, 1997                                                                                                 |
| Aprilia     | 4       | 2010, 2012, 2013, 2014                                                                                                 |
| Yamaha      | 2       | 2007, 2021 |
| Suzuki      | 1       | 2005 |
| Fuente:     |         | |

## Récords
Actualizado tras la Carrera de Barcelona 2024.
| Piloto | Piloto          | Victorias |
| ------ | --------------- | --------- |
| 1.     | Jonathan Rea    | 122       |
| 2.     | Álvaro Bautista | 63        |
| 3.     | Carl Fogarty    | 59        |
| 4.     | T. Razgatlıoğlu | 54        |
| 5.     | Troy Bayliss    | 52        |
| 6.     | Noriyuki Haga   | 43        |
| 7.     | Tom Sykes       | 34        |
| 8.     | Troy Corser     | 33        |
| 9.     | Chaz Davies     | 32        |
| 10.    | Colin Edwards   | 31        |

| Piloto | Piloto          | Podios |
| ------ | --------------- | ------ |
| 1.     | Jonathan Rea    | 270    |
| 2.     | T. Razgatlıoğlu | 134    |
| 3.     | Troy Corser     | 130    |
| 4.     | Noriyuki Haga   | 116    |
| 5.     | Tom Sykes       | 114    |
| 6.     | Álvaro Bautista | 105    |
| 7.     | Carl Fogarty    | 109    |
| 8.     | Chaz Davies     | 99     |
| 9.     | Troy Bayliss    | 94     |
| 10.    | Aaron Slight    | 87     |

| Piloto | Piloto          | Poles |
| ------ | --------------- | ----- |
| 1.     | Jonathan Rea    | 100   |
| 2.     | Tom Sykes       | 93    |
| 3.     | Troy Corser     | 84    |
| 4.     | Troy Bayliss    | 50    |
| 5.     | T. Razgatlıoğlu | 49    |
| 6.     | Carl Fogarty    | 42    |
| 7.     | Álvaro Bautista | 35    |
| 8.     | Doug Polen      | 34    |
| 9.     | Neil Hodgson    | 32    |
| 10.    | Colin Edwards   | 30    |

| Piloto | Piloto               | Carreras |
| ------ | -------------------- | -------- |
| 1.     | Jonathan Rea         | 426      |
| 2.     | Troy Corser          | 377      |
| 3.     | Tom Sykes            | 368      |
| 4.     | Leon Haslam          | 325      |
| 5.     | Noriyuki Haga        | 314      |
| 6.     | Alex Lowes           | 297      |
| 7.     | Pierfrancesco Chili  | 276      |
| 8.     | Chaz Davies          | 268      |
| 9.     | Michael van der Mark | 256      |
| 10.    | Eugene Laverty       | 248      |